# Tammo Harder
Tammo Harder (Dülmen, 4 januari 1994) is een Duits voetballer die als vleugelspeler speelt. Hij verruilde in juli 2013 de jeugd van FC Schalke 04 voor Borussia Dortmund II.

## Clubcarrière
Harder begon met voetballen bij Fortuna Seppenrade. Op achtjarige leeftijd werd hij opgenomen in de jeugdopleiding van Borussia Dortmund, die hij vier jaar later verruilde voor die van aartsrivaal Schalke 04. In 2013 keerde hij terug bij Borussia Dortmund, waar hij voor het tweede elftal ging uitkomen, op dat moment actief in de 3. Liga. Hij vierde zijn debuut in de 3. Liga op de openingsspeeldag van het seizoen 2013/14, tegen VfB Stuttgart II.

## Interlandcarrière
Harder scoorde één doelpunt in vier interlands voor Duitsland -19.